# Gravity of Greenhill
Gravity of Greenhill, né Gravity van Haverhof le 20 juillet 2006, est un cheval hongre BWP de robe baie, monté en saut d'obstacles par le cavalier français Julien Anquetin.

## Histoire

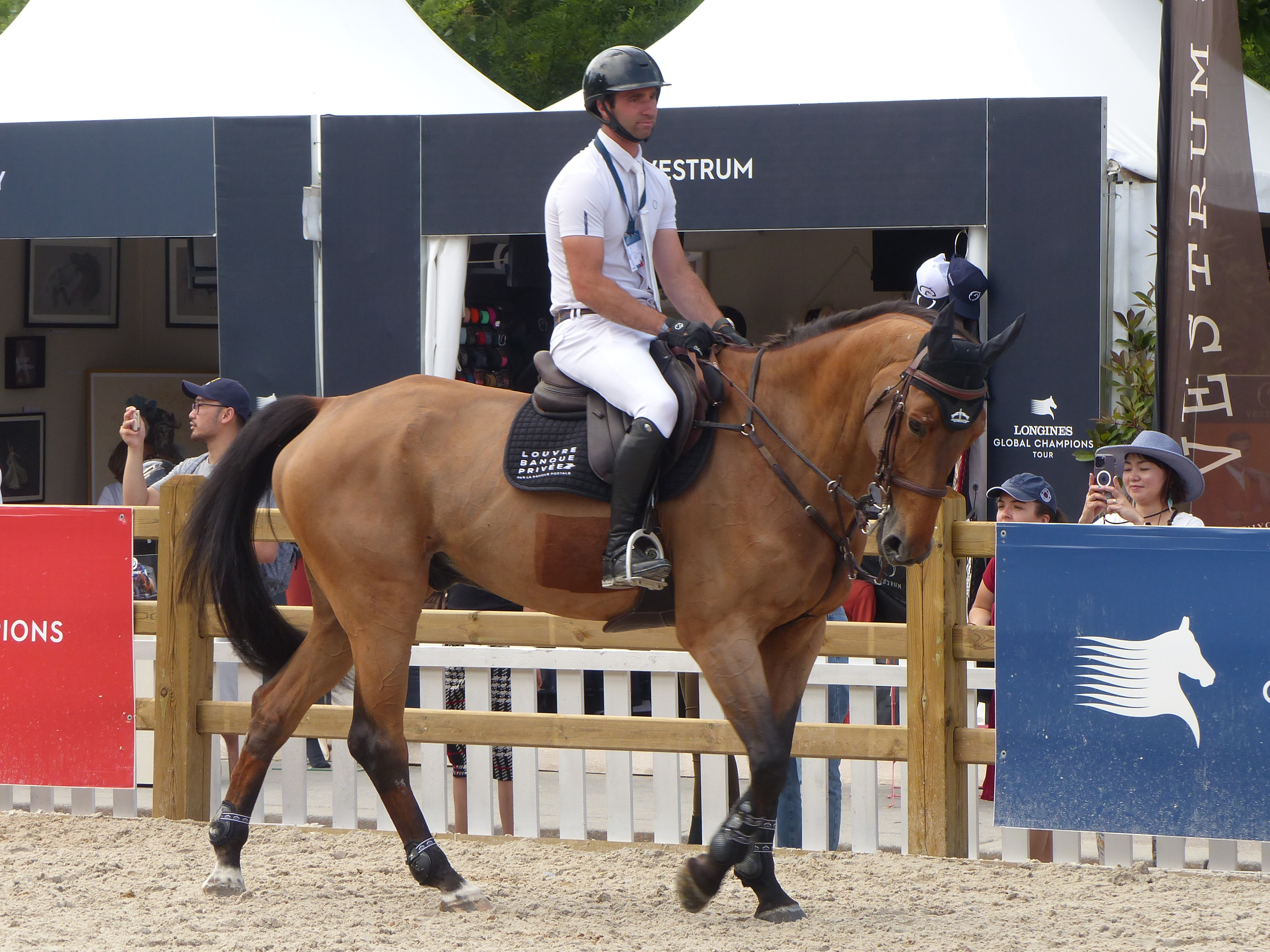
Gravity of Greenhill monté par Julien Anquetin au Paris Eiffel Jumping de 2023.

Gravity van Haverhof naît le 20 juillet 2006, à l'élevage géré par Philip-Lucien Gysbrecht, Haverhals, à Tessenderlo en Belgique,.
Il est monté à partir de ses douze ans et pendant plusieurs années par le cavalier français Julien Anquetin, qui progresse beaucoup dans sa carrière sportive grâce à lui. En 2023, c'est un cheval d'expérience, qui a participé à plusieurs éditions de la Coupe du monde de saut d'obstacles.

## Description
Gravity of Greenhill est un hongre de robe baie, inscrit au stud-book du BWP. Il mesure 1,75 m.
Son cavalier Julien Anquetin lui décrit une « belle action »

## Palmarès
Il atteint un indice de saut d'obstacles (ISO) de 179 en 2019.
- avril 2019 : second du CSI4* d'Hagen[7] ;
- novembre 2019 : vainqueur du Grand Prix du CSI3* d'Oldenburg[8] ;
- janvier 2023 : vainqueur du CSI2* de Sentower Park[9] ;
- août 2023 : vainqueur du prix Hermès Sellier à Deauville, sur 1,50 m[5],[4], en 63,12 secondes[10] ; 4e du Grand Prix de Normandie après une faute sur le mur[11] ;
- mai 2024 : second du Grand Prix du CSI3* de Cabourg, à 1,55 m[12].

## Origines
Bien que né en Belgique, ses origines sont franco-allemandes, puisque c'est un fils de l'étalon belge d'origine française Nabab de Rêve, sa mère Couleur D van het Haverhof étant une jument Oldenbourg issue de l'étalon allemand Conterno Grande,.
Il présente 47,02 % d'origines génétiques Pur-sang selon le site web Hippomundo.